# 89-я гвардейская стрелковая дивизия
89-я гварде́йская стрелко́вая диви́зия — гвардейское формирование (соединение, стрелковая дивизия) РККА ВС СССР, принимавшее участие в Великой Отечественной войне.
Полное действительное наименование после окончания войны — 89-я гвардейская стрелковая Белгородско-Харьковская Краснознамённая ордена Суворова дивизия.
Условное наименование — войсковая часть полевая почта (в/ч пп) № 52500.
Сокращённое наименование — 89-я гв. сд.

## История
За мужество и героизм личного состава 160-й стрелковой дивизии, проявленные в боях с немецко-фашистскими захватчиками, 18 апреля 1943 года, было присвоено почётное звание «Гвардейская» и новый войсковой номер 89. 
Эта дивизия первой в ВС СССР получила почётные наименования от двух городов — 5 августа 1943 года после освобождения Белгорода и 23 августа 1943 года после освобождения Харькова.
Участвовала в освобождении Белгорода, Харькова, Ясско-Кишинёвской, Варшавско-Познанской и Берлинской наступательной операциях.

### Боевой путь
Период вхождения в действующую армию: 18 апреля 1943 года – 5 сентября 1944 года, 30 октября 1944 года – 9 мая 1945 года.

#### 1943 год
Дивизия участвовала в оборонительном сражении под Курском, а затем совместно с другими соединениями Степного фронта — в освобождении Белгорода (5 августа) и Харькова (23 августа). За боевые отличия ей были присвоены почётные наименования «Белгородская» и «Харьковская». Развивая наступление, части дивизии 29–30 сентября с ходу форсировали Днепр и захватили плацдарм на его западном берегу в 25 км юго-восточнее Кременчуга. За этот подвиг 25 воинов соединения были удостоены звания Героя Советского Союза. После форсирования Днепра дивизия в составе 37-й, затем 53-й армий Степного (с 20 октября 1943 2-го Украинского) фронта вела бои по освобождению Правобережной Украины, действуя на Криворожском направлении.

#### 1944 год
За успешное выполнение боевых заданий командования 8 января 1944 года дивизия награждена орденом Красного Знамени. В январе — феврале участвовала в Кировоградской и Корсунь-Шевченковской операциях, форсировала реки Южный Буг (19 марта), Днестр (7 апреля) и во взаимодействии с другими дивизиями 5-й ударной армии 3-го Украинского фронта участвовала в освобождении Кишинёва (24 августа). В октябре дивизия была переброшена в Польшу.

#### 1945 год
В январе в составе 5-й ударной армии 1-го Белорусского фронта прорывала оборону гитлеровцев южнее Варшавы. 21 января пересекла государственную границу Польши с Германией и 1 февраля форсировала реку Одер. Участвовала в операции по удержанию и расширению плацдарма в районе Кюстрина в феврале-марте 1945 года. Завершающим этапом боевого пути дивизии был штурм Берлина, за что она награждена орденом Суворова II степени.
В последних схватках с гитлеровцами многие воины дивизии проявили высокую дисциплину, героизм и мужество. Командир отделения 6-й стрелковой роты 270-го стрелкового полка сержант А. С. Манита 23 апреля во время штурма одного из кварталов города закрыл грудью амбразуру вражеской огневой точки, которая преграждала путь атакующим подразделениям. А. С. Манита был посмертно удостоен звания Героя Советского Союза.
За годы войны дивизия нанесла противнику большой урон в живой силе и технике. 10 880 воинов дивизии награждены орденами и медалями, а 55 — удостоены звания Героя Советского Союза.

## Состав
- управление дивизии;
- 267-й гвардейский стрелковый полк;
- 270-й гвардейский стрелковый полк;
- 273-й гвардейский стрелковый полк;
- 196-й гвардейский артиллерийский полк;
- 98-й отдельный гвардейский истребительно-противотанковый дивизион;
- 91-я отдельная гвардейская разведывательная рота;
- 104-й отдельный гвардейский сапёрный батальон;
- 158-й отдельный гвардейский батальон связи (6-я отдельная гвардейская рота связи);
- 595-й (94-й) отдельный медико-санитарный батальон;
- 93-я отдельная гвардейская рота химической защиты;
- 745-я (95-я) автотранспортная рота[6];
- 670-я (92-я) полевая хлебопекарня;
- 697-й (96-й) дивизионный ветеринарный лазарет;
- 519-я полевая почтовая станция (полевая почта № 52500);
- 437-я полевая касса Государственного банка СССР[5];
- отдельный учебный гвардейский батальон.

## Командование

### Командиры дивизии (период)
- Баксов, Алексей Иванович (18 апреля — 1 июня 1943), гвардии полковник;
- Серюгин, Михаил Петрович (2 июня 1943 — 20 июня 1944), гвардии полковник;
- Пигин, Иван Алексеевич (21 июня — 15 июля 1944), гвардии полковник;
- Серюгин, Михаил Петрович (16 июля 1944 — 24 апреля 1945), гвардии генерал-майор;
- Колесников, Георгий Яковлевич (6 мая — 5 июля 1945), гвардии полковник[7];
- Стенин, Владимир Филиппович (5 июля — 1 декабря 1945), гвардии генерал-майор.

### Командиры полков

#### 267-й гвардейский стрелковый полк
- Тимошенко, Дмитрий Кузьмич (18 апреля 1943 — 25 мая 1944);
- Середа, Григорий Алексеевич (с 13 июня 1943);
- Красноплахтов, Павел Митрофанович (31 мая  — 11.11.1944);
- Иньков, Фёдор Иванович (11 ноября 1944 — 24 марта 1946);
- Степаненко, Фёдор Емельянович (8 декабря 1944 — 3 августа 1945);
- Телегин, Яков Иванович (с 3 августа 1945);
- Чапаев, Константин Васильевич (с 24 марта 1946).

#### 270-й гвардейский стрелковый полк[8]
- Цыганков, Пётр Трофимович (18 апреля — 3 мая 1943);
- Прошунин, Николай Эммануилович (13 июня — 13 декабря 1943), был ранен;
- Сергиенко, Иван Яковлевич (13 декабря 1943 — 27 сентября 1944);
- Петров, Евгений Андреевич (с 3 апреля 1944);
- Андреев, Константин Ефимович (с 4 мая 1945).

#### 273-й гвардейский стрелковый полк
- Бунин, Василий Васильевич (13 июня — 17.сентября 1943);
- Смирнов, Василий Фёдорович (17 сентября 1943 — 29 декабря 1945), (19 октября 1943 майор, и. о. комполка).

## Награды дивизии
| Награда (наименование)               | Дата награждения                                           | За что награждена |
| ------------------------------------ | ---------------------------------------------------------- | --- |
| Почётное звание «Гвардейская»        | присвоено приказом НКО СССР № 14-г от 18 апреля 1943 года. | за проявленную отвагу в боях за Отечество с немецкими захватчиками, за стойкость, мужество, дисциплину и организованность, за героизм личного состава                                                          |
| Почётное наименование «Белгородская» | Приказ ВГК б/н от 5 августа 1943 года                      | за отличие в боях с немецкими захватчиками при освобождении Белгорода |
| Почётное наименование «Харьковская»  | Приказ ВГК б/н от 23 августа 1943 года                     | за отличие в боях с немецкими захватчиками при освобождении Харькова |
| Орден Красного Знамени               | Указ Президиума ВС СССР от 8 января 1944 года              | за образцовое выполнение боевых заданий командования на фронте борьбы с немецкими захватчиками (при освобождении Правобережной Украины на криворожском направлении) и проявленные при этом доблесть и мужество |
| Орден Суворова II степени            | Указ Президиума ВС СССР от 11 июня 1945 года               | за образцовое выполнение заданий командования в боях немецкими захватчиками при овладении столицей Германии городом Берлин и проявленные при этом доблесть и мужество.                                         |

Награды частей дивизии:
- 267-й гвардейский стрелковый Краснознамённый[11] полк;
- 270-й гвардейский стрелковый Краснознамённый[11] ордена Суворова[12] полк;
- 273-й гвардейский стрелковый Кишинёвский[13] Краснознамённый[12] полк;
- 196-й гвардейский артиллерийский Бранденбургский[14] ордена Кутузова[12] полк;
- 158-й отдельный гвардейский ордена Красной Звезды[15] батальон связи;
- 104-й отдельный гвардейский сапёрный ордена Красной Звезды[15] батальон.

## Отличившиеся воины дивизии
10 880 воинов дивизии награждены орденами и медалями, а 55 — удостоены звания Героя Советского Союза.
| Награда | Ф. И. О.                          | Должность                                                                              | Звание                    | Дата награждения                 | Примечания                                                                         |
| ------- | --------------------------------- | -------------------------------------------------------------------------------------- | ------------------------- | -------------------------------- | ---------------------------------------------------------------------------------- |
|         | Агалиев, Аллаберды                | стрелок 267-го гвардейского стрелкового полка                                          | гвардии ефрейтор          | 27.02.1945                       |                                                                                    |
|         | Андреенков, Николай Никонович     | командир 1-го штурмового батальона 273-го гвардейского стрелкового полка               | гвардии майор             | 27.02.1945                       |                                                                                    |
|         | Астафьев, Василий Михайлович      | заместитель командира 104-го гвардейского отдельного сапёрного батальона               | гвардии капитан           | 20.12.1943                       |                                                                                    |
|         | Баженов, Анатолий Васильевич      | помощник командира взвода пешей разведки 270-го гвардейского стрелкового полка         | гвардии сержант           | 20.12.1943                       |                                                                                    |
|         | Бахарев, Иван Иванович            | командир отделения взвода пешей разведки 267-го гвардейского стрелкового полка         | гвардии старший сержант   | 20.12.1943                       | посмертно                                                                          |
|         | Белошапкин, Клавдий Флегонтович   | командир взвода управления батареи 196-го гвардейского артиллерийского полка           | гвардии младший лейтенант | 20.12.1943                       |                                                                                    |
|         | Бельский, Алексей Ильич           | командир батальона 273-го гвардейского стрелкового полка                               | гвардии майор             | 20.12.1943                       |                                                                                    |
|         | Болтенков, Пётр Михайлович        | командир сапёрного взвода 270-го гвардейского стрелкового полка                        | гвардии старший сержант   | 22.2.1944                        |                                                                                    |
|         | Горелов, Василий Павлович         | связист роты связи 273-го гвардейского стрелкового полка                               | гвардии младший сержант   | 22.02.1944                       |                                                                                    |
|         | Горелов, Пётр Тимофеевич          | разведчик 270-го гвардейского стрелкового полка                                        | гвардии красноармеец      | 20.12.1943                       |                                                                                    |
|         | Гричук, Василий Павлович          | командир орудия 5-й батареи 196-го гвардейского артиллерийского полка                  | гвардии сержант           | 20.12.1943                       | Указом Президиума Верховного Совета СССР 23.10.1947 был лишён всех званий и наград |
|         | Гулин, Юрий Иванович              | стрелок 267-го гвардейского стрелкового полка                                          | гвардии красноармеец      | 27.02.1945                       |                                                                                    |
|         | Гусельников, Денис Семёнович      | командир орудия 196-го гвардейского артиллерийского полка                              | гвардии старший сержант   | 20.12.1943                       |                                                                                    |
|         | Дачко, Фёдор Терентьевич          | наводчик орудия 99-го гвардейского отдельного истребительно-противотанкового дивизиона | гвардии старший сержант   | 20.12.1943                       |                                                                                    |
|         | Джумалиев, Кильмаш Дюсегалиевич   | помощник командира взвода 267-го гвардейского стрелкового полка                        | гвардии младший сержант   | 27.02.1945                       |                                                                                    |
|         | Жданов, Ефим Афанасьевич          | командир взвода пешей разведки 267-го гвардейского стрелкового полка                   | гвардии лейтенант         | 20.12.1943                       |                                                                                    |
|         | Жеварченков, Александр Андреевич  | помощник командира взвода 267-го гвардейского стрелкового полка                        | гвардии сержант           | 27.02.1945                       |                                                                                    |
|         | Жолудев, Наум Ильич               | командир миномётного расчёта 273-го гвардейского стрелкового полка                     | гвардии младший сержант   | 20.12.1943                       |                                                                                    |
|         | Зозуля, Андрей Лукьянович         | наводчик орудия 7-й батареи 196-го гвардейского артиллерийского полка                  | гвардии красноармеец      | 20.12.1943                       |                                                                                    |
|         | Зорин, Алексей Иванович           | командир взвода гвардейского учебного батальона                                        | гвардии младший лейтенант | 20.12.1943                       | посмертно                                                                          |
|         | Игнатьев, Импануил Никифорович    | старший радиотелеграфист 196-го гвардейского артиллерийского полка                     | гвардии красноармеец      | 20.12.1943                       | Указом Президиума Верховного Совета СССР от 28.12.1953 лишён звания                |
|         | Кабак, Николай Пантелеевич        | командир отделения 104-го гвардейского отдельного сапёрного батальона                  | гвардии сержант           | 20.12.1943                       |                                                                                    |
|         | Кириллов, Николай Михайлович      | парторг батальона 273-го гвардейского стрелкового полка                                | гвардии лейтенант         | 20.12.1943                       |                                                                                    |
|         | Колесниченко, Михаил Федотович    | помощник командира взвода 91-й гвардейской отдельной разведывательной роты             | гвардии сержант           | 20.12.1943                       |                                                                                    |
|         | Коломиец, Пётр Иванович           | командир пулемётного расчёта 8-й стрелковой роты 267-го гвардейского стрелкового полка | гвардии сержант           | 22.02.1944                       |                                                                                    |
|         | Мамистов, Василий Андреевич       | курсант гвардейского отдельного учебного батальона                                     | гвардии красноармеец      | 20.12.1943                       |                                                                                    |
|         | Манита, Архип Самойлович          | командир отделения 270-го гвардейского стрелкового полка                               | гвардии сержант           | 31.05.1945                       | посмертно. Закрыл своим телом амбразуру пулемёта.                                  |
|         | Меляков, Василий Игнатьевич       | командир миномётного расчёта 273-го гвардейского стрелкового полка                     | гвардии старший сержант   | 22.02.1944                       |                                                                                    |
|         | Мухортов, Сергей Григорьевич      | разведчик 267-го гвардейского стрелкового полка                                        | гвардии красноармеец      | 20.12.1943                       |                                                                                    |
|         | Никитин, Николай Александрович    | командир взвода разведки 273-го гвардейского стрелкового полка                         | гвардии младший лейтенант | 20.12.1943                       |                                                                                    |
|         | Палилов, Иван Константинович      | командир роты 270-го гвардейского стрелкового полка                                    | гвардии капитан           | 27.02.1945                       |                                                                                    |
|         | Перфильев, Анатолий Александрович | командир миномётного взвода 273-го гвардейского стрелкового полка                      | гвардии лейтенант         | 22.02.1944                       |                                                                                    |
|         | Петров, Евгений Андреевич         | командир 270-го гвардейского стрелкового полка                                         | гвардии подполковник      | 27.02.1945                       |                                                                                    |
|         | Плотников, Дмитрий Иванович       | командир орудия 270-го гвардейского стрелкового полка                                  | гвардии сержант           | 22.02.1944                       |                                                                                    |
|         | Погорелов, Иван Фёдорович         | командир орудия 267-го гвардейского стрелкового полка                                  | гвардии сержант           | 22.02.1944                       |                                                                                    |
|         | Пузанов, Иван Терентьевич         | командир 2-й батареи 196-го гвардейского артиллерийского полка                         | гвардии старший лейтенант | 27.02.1945                       |                                                                                    |
|         | Рубцов, Никанор Трофимович        | командир орудия 98-го гвардейского отдельного истребительно-противотанкового дивизиона | гвардии сержант           | 20.12.1943                       | посмертно                                                                          |
|         | Рябошапка, Михаил Трофимович      | командир взвода 3-й пулемётной роты 273-го гвардейского стрелкового полка              | гвардии лейтенант         | 20.12.1943                       | -                                                                                  |
|         | Саблин, Пётр Дмитриевич           | стрелок 5-й стрелковой роты 267-го гвардейского стрелкового полка                      | гвардии красноармеец      | 31.05.1945                       | скончался от тяжёлого ранения полученного в бою 26.04.1945, похоронен в Берлине    |
|         | Сазонов, Михаил Петрович          | командир 267-го гвардейского стрелкового полка                                         | гвардии лейтенант         | 20.12.1943                       |                                                                                    |
|         | Седов, Геннадий Яковлевич         | командир расчёта 1-й миномётной роты 273-го гвардейского стрелкового полка             | гвардии сержант           | 22.02.1944                       |                                                                                    |
|         | Сергиенко, Николай Дмитриевич     | командир орудия 4-й батареи 196-го гвардейского артиллерийского полка                  | гвардии старший сержант   | 27.02.1945                       |                                                                                    |
|         | Стрельцов, Виктор Николаевич      | разведчик взвода пешей разведки 273-го гвардейского стрелкового полка                  | гвардии красноармеец      | 20.12.1943                       |                                                                                    |
|         | Танасейчук, Александр Васильевич  | командир отделения стрелковой роты 270-го гвардейского стрелкового полка               | гвардии младший сержант   | 31.05.1945                       |                                                                                    |
|         | Тарасов, Фёдор Ефремович          | командир отделения 2-й роты 104-го отдельного гвардейского сапёрного батальона         | гвардии старший сержант   | 27.02.1945                       |                                                                                    |
|         | Тырыкин, Николай Степанович       | помощник командира взвода 267-го гвардейского стрелкового полка                        | гвардии старший сержант   | 22.02.1944                       |                                                                                    |
|         | Ушаков, Пётр Алексеевич           | командир миномётного расчёта 2-й миномётной роты 267-го гвардейского стрелкового полка | гвардии младший сержант   | 22.02.1944                       |                                                                                    |
|         | Чернышов, Сергей Иванович         | командующий артиллерией дивизии                                                        | гвардии подполковник      | 27.02.1945                       |                                                                                    |
|         | Чирков, Семён Николаевич          | командир отделения 1-й роты 104-го отдельного гвардейского сапёрного батальона         | гвардии сержант           | 27.02.1945                       |                                                                                    |
|         | Шаров, Александр Акимович         | командир 5-й стрелковой роты 273-го гвардейского стрелкового полка                     | гвардии старший лейтенант | 27.02.1945                       |                                                                                    |
|         | Шахворостов, Сергей Михайлович    | командир отделения сапёрного взвода 273-го гвардейского стрелкового полка              | гвардии младший сержант   | 22.02.1944                       |                                                                                    |
|         | Шиндер, Арон Евсеевич             | помощник командира сапёрного взвода 270-го гвардейского стрелкового полка              | гвардии старший сержант   | 27.02.1945                       |                                                                                    |
|         | Явенков, Евгений Герасимович      | командир отделения взвода пешей разведки 267-го гвардейского стрелкового полка         | гвардии сержант           | 20.12.1943                       |                                                                                    |
|         | Арнаутов, Пётр Иванович           | помощник командира взвода 267-го гвардейского стрелкового полка                        | гвардии старший сержант   | 18.08.1944 05.03.1945 15.05.1946 |                                                                                    |
|         | Демидов, Иван Григорьевич         | командир орудийного расчёта 196-го гвардейского артиллерийского полка                  | гвардии сержант           | 01.09.1944 29.03.1945 15.05.1946 |                                                                                    |
|         | Кушнарёв, Дмитрий Пантелеевич     | командир отделения 104-го отдельного гвардейского сапёрного батальона                  | гвардии старший сержант   | 30.08.1944 30.01.1945 31.05.1945 |                                                                                    |
|         | Муртазин, Кирилл Абдуллович       | командир отделения 104-го отдельного гвардейского сапёрного батальона                  | гвардии старший сержант   | 16.01.1944 20.02.1945 15.05.1946 |                                                                                    |

## Послевоенная история
На основании директивы Ставки Верховного Главнокомандования № 11095 от 29 мая 1945 года, 89-я гвардейская стрелковая дивизия, в составе 26-го гвардейского стрелкового корпуса 5-й ударной армии, вошла в ГСОВГ.
20 июня 1945 года в дивизию был передан личный состав и вооружение расформированной 312-й стрелковой Смоленской Краснознамённой орденов Суворова и Кутузова стрелковой дивизии. Дивизия перешла на новые штаты, согласно которым в дивизии была сформирована 401-я артиллерийская бригада. В состав бригады вошли: 859-й гаубичный артиллерийский полк, 196-й гвардейский пушечный артиллерийский полк, 587-й лёгкий миномётный полк, 375-й истребительно-противотанковый и 939-й зенитно-артиллерийский отдельные дивизионы. Также в состав дивизии вошёл 98-й отдельный гвардейский самоходный артиллерийский Бранденбургский дивизион.
В начале ноября 1945 года 89-я гвардейская стрелковая дивизия начала переформирование в 23-ю гвардейскую механизированную Белгородско-Харьковскую Краснознамённую ордена Суворова дивизию (в/ч пп № 41106).
В соответствии с директивой 5-й ударной армии № 001338 от 13 октября 1945 года с 1 декабря дивизия перешла на новые штаты:
- 74-й гвардейский механизированный полк (бывший 267-й гвардейский стрелковый), в/ч № 73978:
  - 156-й отдельный танковый батальон;
- 75-й гвардейский механизированный полк (бывший 270-й гвардейский стрелковый), в/ч № 35623:
  - 157-й отдельный танковый батальон;
- 76-й гвардейский механизированный полк (бывший 273-й гвардейский стрелковый), в/ч № 31607:
  - 158-й отдельный танковый батальон;
- 196-й гвардейский гаубичный полк (создан из 196-го гвардейского артиллерийского и 859-го гаубичного);
- 2510-й зенитный артиллерийский полк (создан из 939-го и 862-го отдельных дивизионов);
- 119-й отдельный гвардейский мотоциклетный батальон (создан из 91-й отдельной гвардейской разведроты);
- 31-й гвардейский миномётный дивизион (бывший 50-й гвардейский);
- 57-й гвардейский тяжёлый танко-самоходный полк (бывший 118-й гвардейский тяжёлый танковый);
- 58-й (гвардейский) танковый полк (бывший 123-й), в/ч 02272;
- 587-й миномётный полк;
- 158-й отдельный гвардейский батальон связи;
- 104-й отдельный гвардейский сапёрный батальон;
- 595-й отдельный медико-санитарный батальон;
- 670-й полевой хлебозавод;
- 642-я походно-танковая ремонтная база;
- 365-я походная авторемонтная база;
- 737-й гвардейский автотранспортный батальон;
- 519-я военно-почтовая станция;
- 437-я полевая касса Государственного банка;
- Дивизионный обменный пункт;
- Артиллерийская ремонтная мастерская;
- Авиационное звено связи;
- Походная дивизионная мастерская по ремонту вещевого имущества.

В 1946 году дивизия была переведена в Московский военный округ где 21 марта 1947 года была расформирована.